# Actufoot
 (janvier 2021).
Si vous disposez d'ouvrages ou d'articles de référence ou si vous connaissez des sites web de qualité traitant du thème abordé ici, merci de compléter l'article en donnant les références utiles à sa vérifiabilité et en les liant à la section « Notes et références ».
Actufoot désigne un site web d'actualité du football amateur et professionnel en France, ainsi que plusieurs publications papier également relatives au football.

## Histoire
Actufoot commence en 2001 par la création par Thomas Dersy et Cédric Messina, de l'hebdomadaire Actufoot.06 (Alpes-Maritimes), traitant de l'actualité de l'OGC Nice, l'AS Monaco, l'AS Cannes et du football amateur de la Côte d'Azur.
La société édite le magazine officiel de l'OGC Nice, OGCNice Event, OGCNice.mag, le programme de match de l'OGC Nice, Actufoot.83 (Var) et Actufoot.84 (Vaucluse). Actufoot.34 (Hérault) a été lancé indépendamment au début de la saison 2005-2006, au même titre qu'Actufoot.42 (Loire) au début de la saison 2007-2008.
En avril 2007, Actufoot.06 est devenu un mensuel gratuit, tiré à 30 000 exemplaires dans les Alpes-Maritimes. En novembre 2007, il sort une nouvelle publication : Le Journal du Gym, hebdomadaire payant (0,70 centimes) paraissant le vendredi et traitant exclusivement de l'actualité de l'OGC Nice.
Fin 2007, le dernier né du groupe Actufoot voit le jour : il s'agit du mensuel Actusport.06, tiré à 30 000 exemplaires également et traitant de toute l'actualité sportive azuréenne.